# Mark Hildreth
Mark Hildreth, född 24 januari 1978 i Vancouver, är en kanadensisk skådespelare och sångare, vars roller både är och har varit inom film och TV. Han har bland annat inom TV-branschen spelat rollen som pastorn Tom Hale, i ABC-dramaserien Resurrection. Han har också arbetat väldigt flitigt som röstskådespelare, vilket han har gjort sedan han var tio år gammal.

## Filmografi (i urval)

### Filmer
- 2002 – Barbie som Rapunzel (röst)
- 2002 – They
- 2003 – Barbie i Svansjön (röst)
- 2004 – My Scene: Masquerade Madness (röst)
- 2004 – Barbie som prinsessan och tiggarflickan (röst)
- 2005 – Barbie och Pegasus förtrollning (röst)
- 2005 – My Scene Goes Hollywood: The Movie (röst)
- 2007 – Pirates of the Caribbean: Vid världens ände
- 2009 – Barbie och de Tre Musketörerna (röst)
- 2010 – Planet Hulk (röst)

### TV-serier
- 1990–1991 – The New Adventures of He-Man (TV-serie) (röst)
- 1992–1994 – Resa i det okända (TV-serie)
- 1992–1994 – Kung Arthur och rättvisans riddare (TV-serie) (röst)
- 1995–1997 – Street Fighter (TV-serie) (olika röster)
- 1995 – Hawkeye (TV-serie)
- 1996–1997 – Dragon Ball Z (TV-serie) (röst)
- 2001 – Wolf Lake (TV-serie)
- 2001 – UC: Undercover (TV-serie)
- 2001–2003 – X-Men: Evolution (TV-serie) (röst)
- 2002 – Andromeda (TV-serie) (röst)
- 2002–2003 – Stargate Infinity (TV-serie)
- 2003 – Taken (TV-serie)
- 2004 – Historien om Övärlden (TV-serie)
- 2008 – Eureka (TV-serie)
- 2009 – Wolverine and the X-Men (TV-serie) (röst)
- 2009 – Supernatural (TV-serie)
- 2009 – Being Erica (TV-serie)
- 2009 – The Tudors (TV-serie)
- 2009–2011 – V (TV-serie)
- 2013–2015 – Resurrection (TV-serie)
- 2014 – Hulk och agenterna K.R.O.S.S.A. (TV-serie) (röst)
- 2018–2020 – The Hollow (TV-serie) (röst)
- 2019 – The Good Doctor (TV-serie)
- 2020 – Lego Ninjago: Masters of Spinjitzu (TV-serie) (röst)
- 2022–2024 – Drakprinsen (TV-serie) (röst)

### Datorspel
- 2003 – SSX 3
- 2005 – Marvel Nemesis: Rise of the Imperfects
- 2007 – SSX Blur
- 2007 – Company of Heroes: Opposing Fronts
- 2008 – Burnout Paradise
- 2008 – Metal Gear Solid 4: Guns of the Patriots
- 2009 – Dragon Age: Origins
- 2012 – SSX (2012)
- 2013 – The Bureau: XCOM Declassified